# Stade Léon-Bollée
Stade Léon-Bollée je višenamjenski stadion iz francuskog grada Le Mansa koji se uglavnom koristio za nogometne utakmice istoimenog kluba Le Mans FC (bivši Le Mans UC72). U tu svrhu stadion se koristio do 2011. kada se klub preselio na novu MMArenu.
Stadion se gradio od 1904. do 1906. kada je otvoren te može primiti 17.801 ljudi. Njegovo prvo renoviranje je izvršeno 1988. kada se klub Le Mans FC plasirao u 2. francusku ligu te 2004. plasmanom kluba u Ligue 1.
Stade Léon-Bollée je dobio ime u čast francuskog automobilističkog pionira Léona Bolléea. Rekord po broju gledatelja na stadionu ostvaren je 5. studenoga 2005. u prvenstvenoj utakmici između domaćeg kluba i Olympique Marseillea. Tada je na stadionu bilo 16.531 gledatelja.

## Vanjske poveznice
- Stade Léon-Bollée (en.Wiki)